# Église Saint-Jean-Baptiste de Bourg-Charente
L'église Saint-Jean-Baptiste est une église catholique située sur le territoire de la commune de Bourg-Charente, dans le département de la Charente, en France.

## Historique
L'édifice construit dans le troisième quart du XIIe siècle, a été classée monument historique en 1913.

## Caractéristiques

### Extérieur
Eglise de style roman a été construite en pierre selon un plan basilical traditionnel avec nef, transept, abside et absidioles. La façade à trois étages est percée d'un portail à quatre voussures et d'une fenêtre étroite en hauteur. Son décor est composé de trois séries d'arcatures superposées, Elle se termine par un fronton triangulaire.
L'abside circulaire présente également des arcatures et des modillons sculptés. Le clocher surmontant la croisée du transept, a été reconstruit au XVIIe siècle

### Intérieur
Les travées de la nef ont des voûtes en coupole. Une fresque du XIIIe siècle représente l'Adoration des mages.

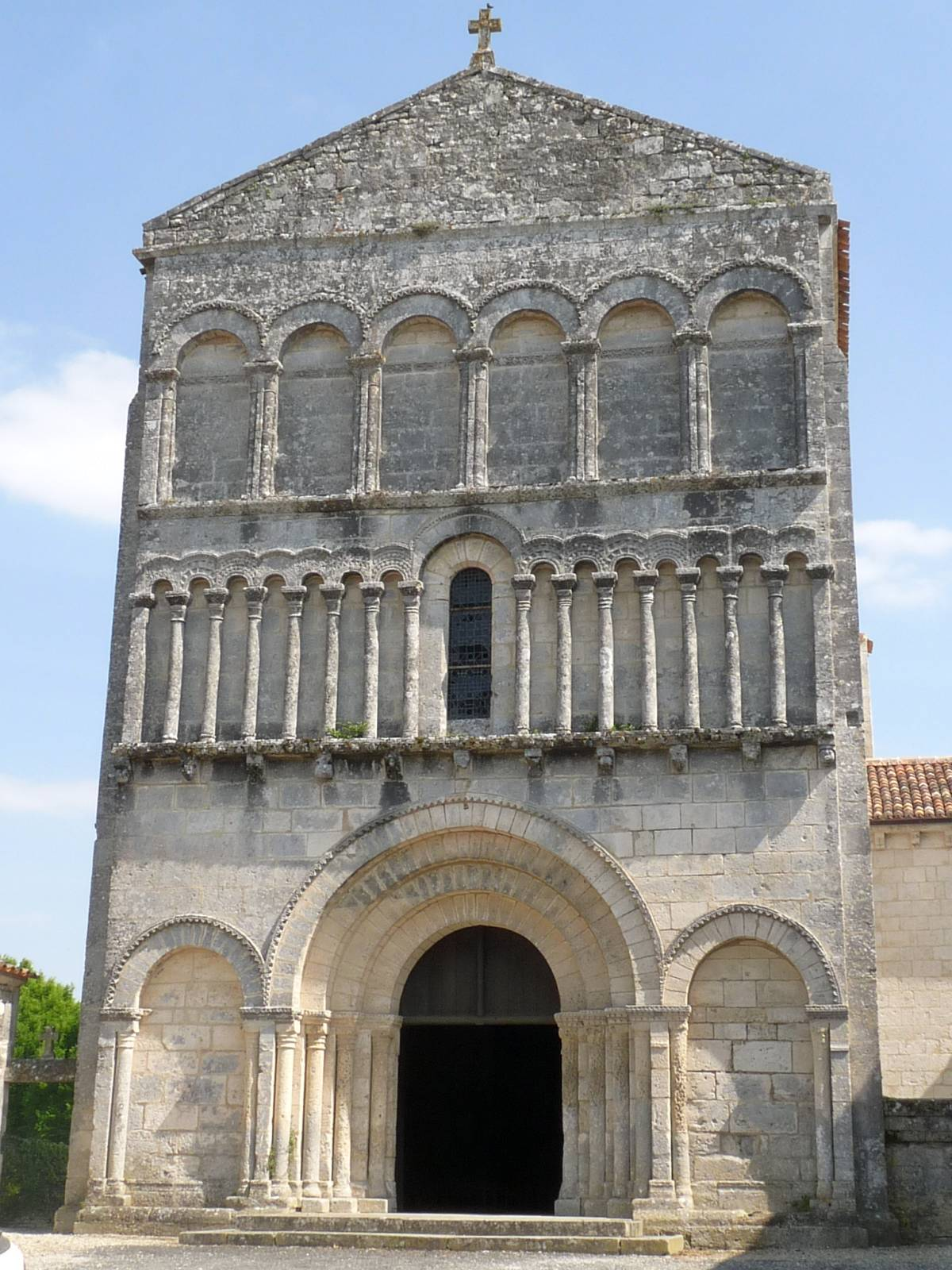
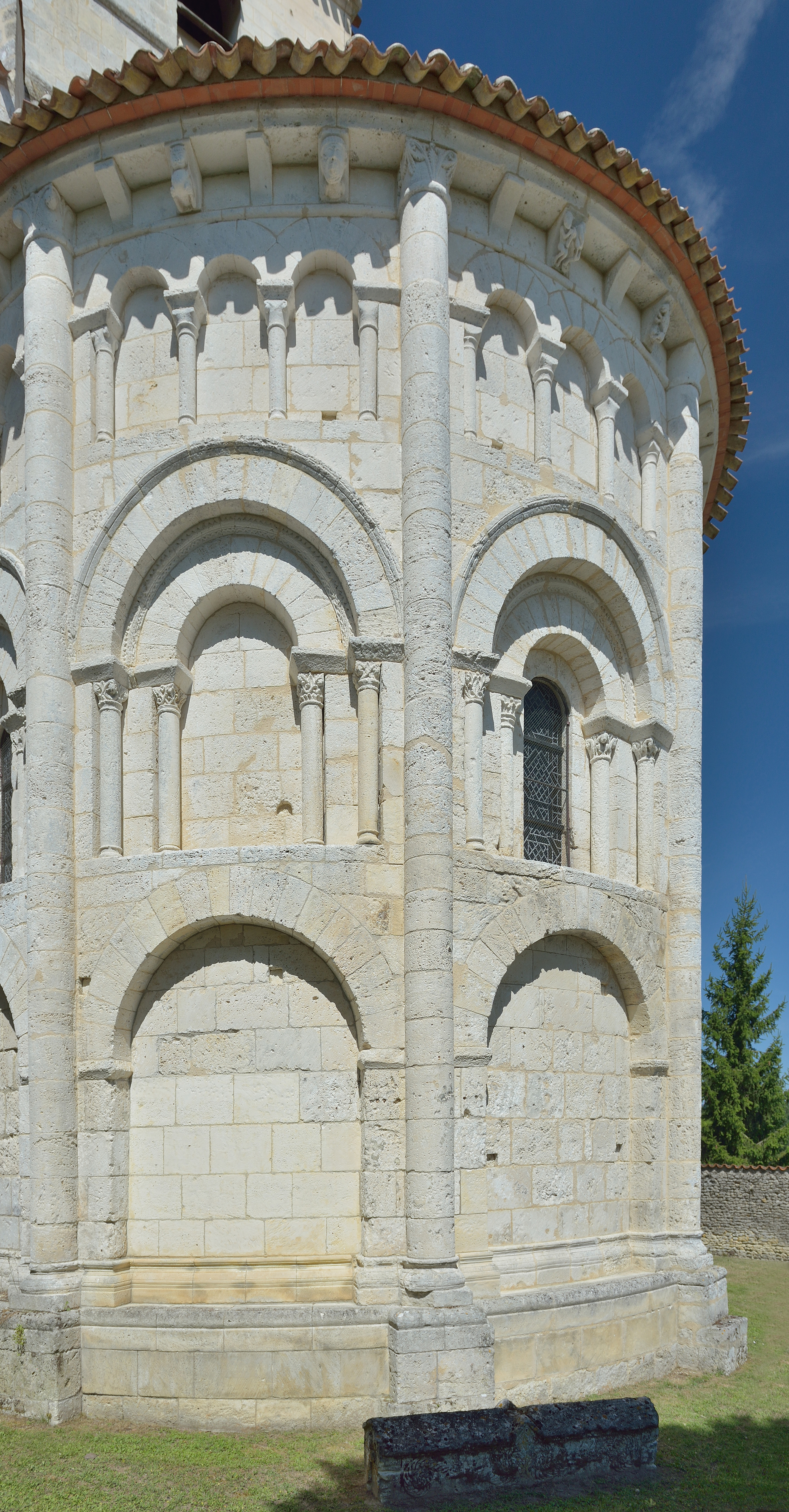
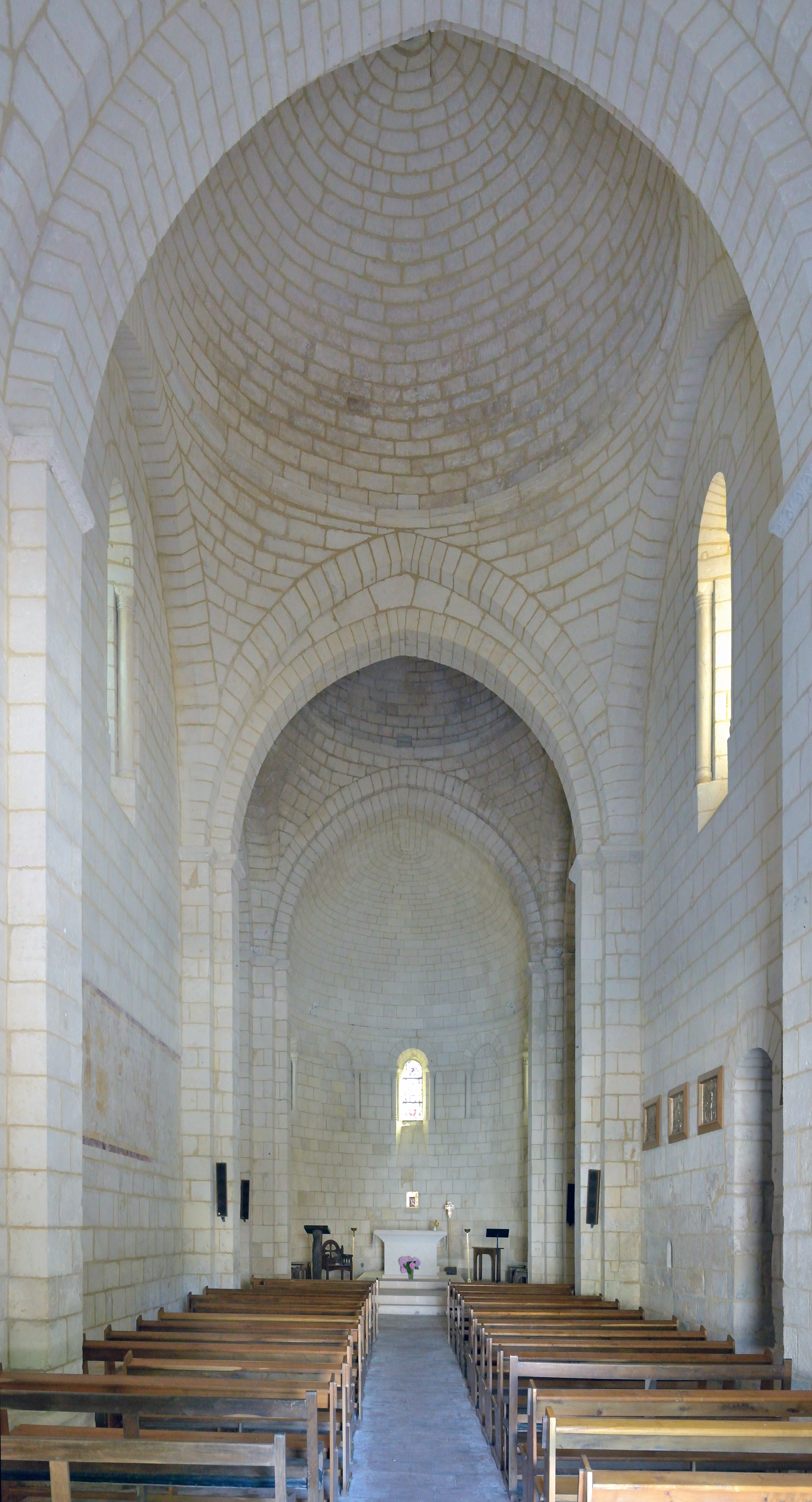